# Gebhard Bendler
Gebhard (Gebi) Bendler (* 1983 in Wörgl) ist ein österreichischer Journalist, Historiker, Berg- und Skiführer sowie Bergsteiger und Kletterer.

## Leben
Bendler stammt aus Schwendt im sogenannten Kaiserwinkl. Nach dem Schulbesuch studierte er Geschichte, Germanistik und Romanistik an den Universitäten Innsbruck (A), Regensburg (D) und Valladolid (E). Das Thema seiner Diplomarbeit von 2009 lautete Alpinismus ... Eine spezifische deutsche Kunst? Deutschnationalismus und Antisemitismus in den Innsbrucker Bergsteigervereinen 1869–1938. Er arbeitete als Historiker am Institut für Interdisziplinäre Gebirgsforschung der Österreichischen Akademie der Wissenschaften in Innsbruck. Dort hat er vor allem im Bereich Klimageschichte und Umweltgeschichte geforscht und war u. a. beteiligt an den beiden wissenschaftlichen Forschungsprojekten Alpenverein und Bergsteigen 1918–1945 und Erforschung der Tourismusgeschichte der Region Wilder Kaiser. Inzwischen ist Gebhard Bendler Chefredakteur der Zeitschrift bergundsteigen, dem Magazin für Risikomanagement im Bergsport des Deutschen Alpenvereins, des Österreichischen Alpenvereins, des Alpenvereins Südtirol und des Schweizer Alpenclubs.
1997 wurde er Bayerischer Vizemeister im Sportklettern der Jugend 1997 und zwei Jahre später Tiroler Vizemeister im Sportklettern. Außerdem nahm er am Europacup im Sportklettern teil. Er ist staatlich geprüfter Berg- und Skiführer, Sportkletterlehrer sowie Instruktor Sportklettern. Bekannt wurde er u. a. durch mehrere Erstbegehungen, so der 2000 m langen Routen Tyrolienne, Krukonogi in Kirgistan im Kara-Su-Tal.
In Indien hat er den Devbhoomi (6046 m) erstbestiegen. Außerdem gelang ihm die Erstbesteigung einer Route auf einen unbekannten 5000er mit dem Namen Rehab Line. Für die Erstbegehung der Route Krukonogi auf den Kotina (4520 m) in Kirgistan kamen er und seine Begleiter auf die Auswahlliste zur Nominierung für den Piolet d‘ or, den Oscar unter den Bergsteigern. Als Kletterer gelangen ihm Routen bis zum Grad 8c.

## Werke (Auswahl)
- The Project „Erschließung der Bibliothek und des Bergbauarchivs der Montanwerke Brixlegg.“ In: Peter Anreiter u. a. (Hrsg.): Mining in European History [...]. Innsbruck 2010, S. 168–170.
- (mit anderen Autoren): Cuprum Tyrolense. Verlag Ed. Tirol, Brixlegg 2013.
- Wilder Kaiser. Von Sommerfrischlern, Kletterlegenden, Skipionieren und dem Bergdoktor. 200 Jahre Alpingeschichte und Reisekultur. Tyrolia-Verlag, Innsbruck 2016
- (mit anderen Autoren): Gletscher im Wandel. 125 Jahre Gletschermessdienst des Alpenvereins. Springer-Verlag, Berlin 2018
- mit Stefan Ritter: Ausgewählte Biografien. In: Die Berge und wir. 150 Jahre Deutscher Alpenverein. München 2019.